# Plaça Jean Jaurès
La plaça Jean Jaurès (francès: Place Jean-Jaurès), antigament anomenada plaça de la Boqueria en català i posteriorment place Laborie en francès, és una plaça de la ciutat de Perpinyà.